# Carpóforo (venator romano)
Carpóforo  fue un venator de la Antigua Roma que participó en los espectáculos romanos que se llevaron a cabo en el Coliseo de Roma con motivo de su inauguración en el año 80 y fue famoso por su habilidad y su fuerza.
El nombre Carpóforo en sí es de origen griego y era propio de un esclavo o sirviente, no de un ciudadano romano, y dicho nombre significa 'fecundo' o 'fértil'.
Su fama lo vio descrito por escritores de la antigüedad como Marcial, de quien proviene virtualmente todo el conocimiento que tenemos en la actualidad sobre Carpóforo.